# Cove Rangers Football Club
El Cove Rangers Football Club es un club de fútbol de Escocia, con sede en Cove Bay. Fue fundado en 1922 y compite en la Scottish League One, tercera categoría del fútbol escocés.

## Historia
Fundado en 1922, estuvo jugando en ligas amateurs hasta que en 1986 fueron admitidos en la Highland Football League.En el 2001 ganaron su primer campeonato de la Highland Football League.En la temporada 2007-08, llegó a la cuarta ronda de la Copa de Escocia por primera vez.Esa misma temporada prepararon una solicitud para ingresar en la Scottish Football League, pero finalmente fue otorgada al Annan Athletic por poseer unas mejores instalaciones.
Uno de los jugadores más famosos del club fue el mediocampista escocés Paul Coutts, que estuvo en el club hasta el 2008 cuando fichó por el Peterborough United.Coutts ganó el premio al Jugador Joven del año para la temporada 2008–09 y jugó varios partidos en la selección sub-21 de Escocia, después de haber sido promocionado por su exmánager Darren Ferguson.
En la temporada 2018/2019 ascendieron a la Scottish League Two por primera vez en su historia después de derrotar a los Berwick Rangers en el play-off de ascenso.

## Estadio
De 1948 a 2015 jugó en el Estadio Allan Park, nombre del agricultor que vendió al club los terrenos donde fue construido, que se ubicaba en la misma ciudad. 
En 2015 comenzó la construcción de su nuevo estadio.Las nuevas instalaciones, conocidas como  Balmoral Stadium, fueron inauguradas en 2018.Durante los 3 años de construcción estuvo jugando en el Harlaw Park del Inverurie Loco Works FC.

## Palmarés

### Títulos nacionales
- Tercera División de Escocia (1): 2021-22
- Cuarta División de Escocia (1): 2019-20
- Liga de Fútbol Highland de Escocia (7): 2000–01, 2007–08, 2008–09, 2012–13, 2015–16, 2017–18, 2018–19
- Copa de la Liga Highland (6): 1994–95, 1999–00, 2004–05, 2014–15, 2016–17, 2018–19